# Unión de Mujeres Yemeníes
La Unión de Mujeres Yemeníes (UMY) es una organización no gubernamental (ONG) fundada en 1990. Su propósito es promover los derechos civiles de las mujeres y empoderar a las mujeres en Yemen. La actual presidenta de la Unión de Mujeres de Yemen es Fathiye Abdullah.
La UMY tiene su sede en Saná y cuenta con 22 sucursales diferentes y 132 oficinas más pequeñas en todo Yemen. Cada sucursal ofrece programas de microcrédito para mujeres, alfabetización, atención médica y programas de capacitación vocacional. Las sucursales también han realizado talleres legales para mujeres sobre leyes comerciales y fiscales. Otros talleres han cubierto las enmiendas a las leyes de matrimonio y los derechos de custodia para las mujeres.